# Малката

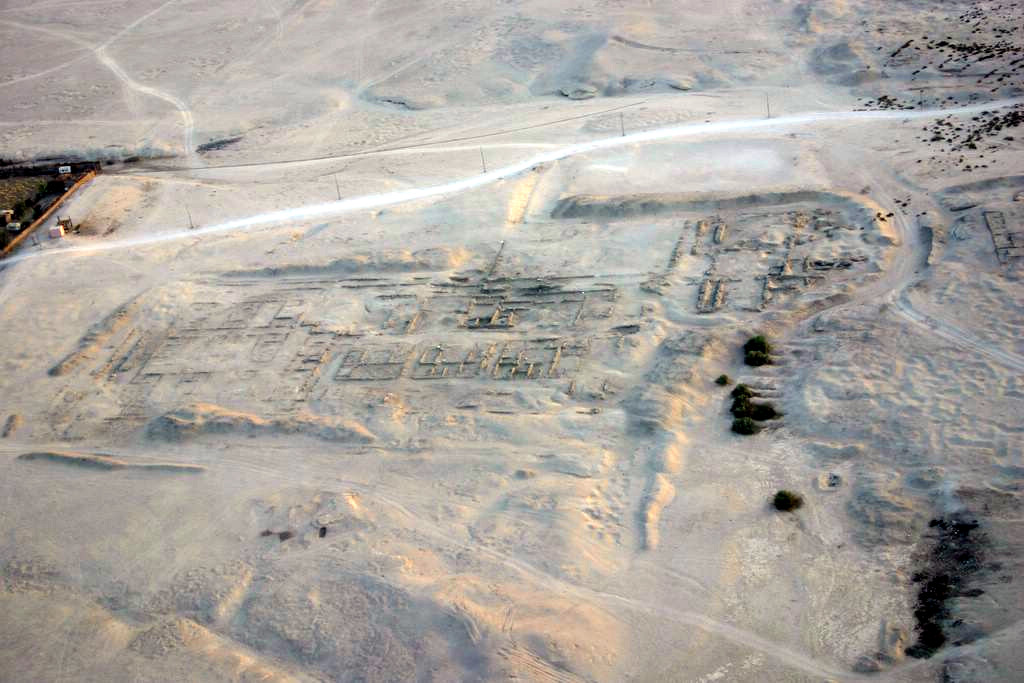
Руїни Малкати

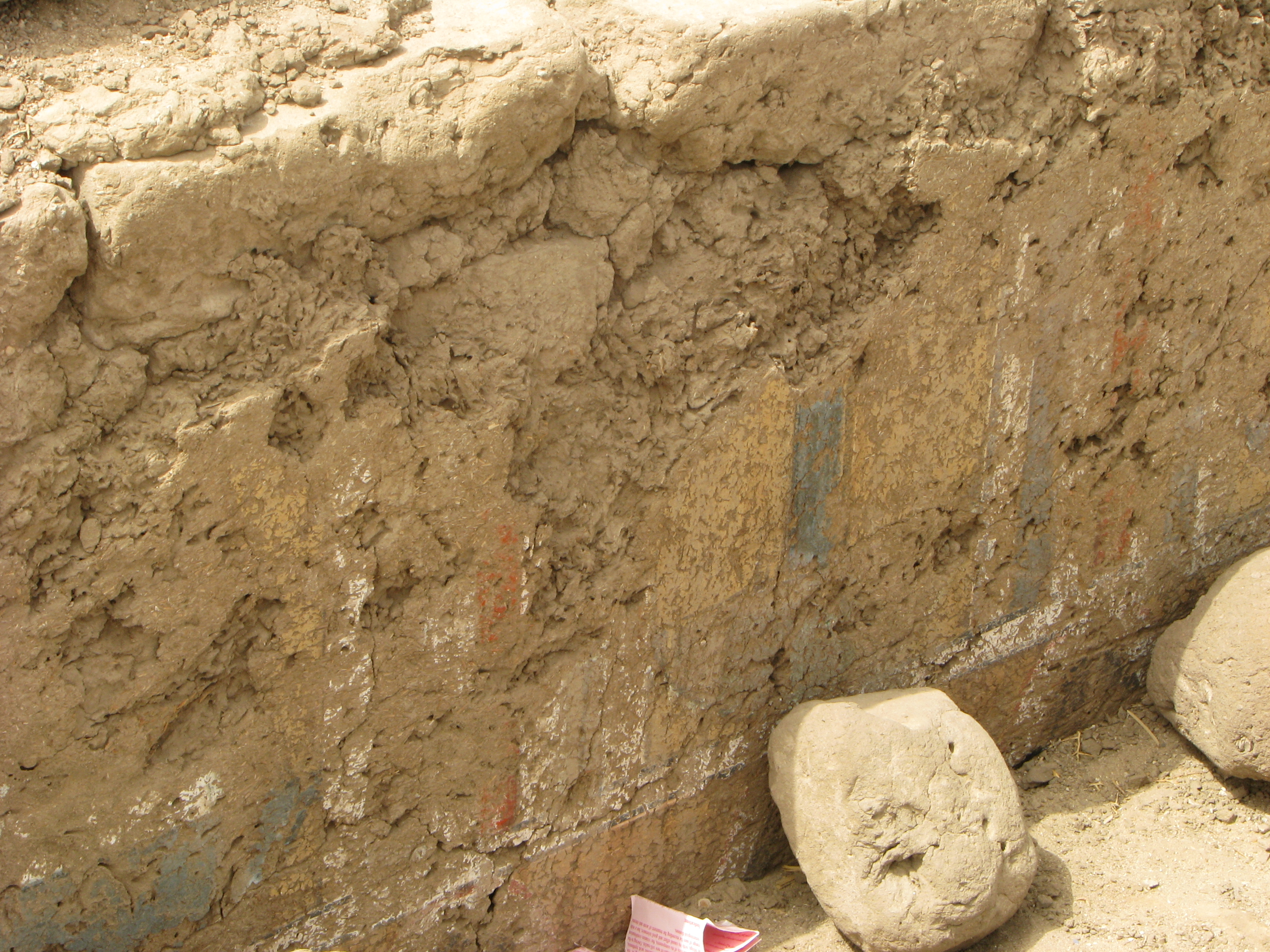
Настінні розписи Малкати

Малката — давньоєгипетський палацовий комплекс на західному березі Нілу поблизу міста Фіви, побудований за часів XVIII династії Нового царства.

## Історія
Палац Малката зведений в XIV столітті до н. е., під час царювання фараона Аменхотепа III. До палацу був також прибудований храм, присвячений дружині фараона Тії та богу Себеку. Будівельним матеріалом при зведенні служила цегла з глини. На схід від палацу лежало священне озеро, поєднане мережею каналів з Нілом. У місці впадання каналів у річку був великий порт (Біркет-Абу). Нині в пустелі, що поглинула руїни Малкати, після проведених у 1888 (Жоржем Дарессі), в 1910—1920 (американським музеєм Метрополітен), в 1970 (музеєм Філадельфійського університету) і з 1985 — японським університетом Васеда розкопок на півночі комплексу були виявлені руїни храму Амона, на його півдні — храму богині Ісіди, а також зал торжеств палацу, приміщення для єгипетської знаті та родичів сім'ї фараона, кімнати варти і вівтар Ком ель-Самак за межами палацу. Зведення палацу Малката, що почалося на 11-й рік правління Аменхотепа III, тривало 18 років. Спочатку мав назву «Палац блискучого Атона», пізніше був відомий під ім'ям «Пер-Хай» (Дім свят). Малката була резиденцією фараона в його останні роки царювання та була найбільшим царським палацом Стародавнього Єгипту. У ньому фараон перебував у безпосередній близькості від столиці своєї держави — Фів. Проте палац незабаром спорожнів — оскільки фараон Ехнатон його покинув після перенесення столиці Єгипту з Фів до Амарни.
У Малкаті пізніше жили передостанній фараон XVIII династії Ай, а також його наступник Хоремхеб. На час правління фараона Рамзеса II палацовий комплекс перетворився в одну з незначних резиденцій фараона, столиця царства якого була набагато північніше. За часів володіння Єгиптом римлянами і візантійцями Малката використовувалася також і ними.

## Структура
Малката включала в себе величезну кількість приміщень і служб, серед яких виділялися спальні покої фараона, зал аудієнцій, приміщення його гарему. Після того, як Ехнатон залишив палац, «гарем» служив як складське приміщення.
Настінні розписи, відкриті та вивчені археологами, безумовно вказують на те, що палац був майстерно прикрашений. На стелях спальних покоїв фараона численні зображення богині Нехбет. Багато стін розписані зображеннями тварин і рослин, болотних пейзажів. У залах були встановлені також барвисто прикрашені зображеннями квітів дерев'яні колони. Незважаючи на погану збереженість будови в цілому, деякі розписи збереглися у відносно пристойному стані.